# 春日井市民活動支援センター
春日井市民活動支援センター（かすがいしみんかつどうしえんセンター）は、愛知県春日井市春見町3番地にある公共施設。
まちづくりを支える市民活動団体・ボランティアグループ・NPO法人などの市民活動の拠点として、市民活動に関する相談や情報の発信などを行っている。愛称はささえ愛センター（ささえあいセンター）。建物が市民活動支援センターであるとされることもあれば、鳥居松ふれあいセンター（とりいまつふれあいセンター）という建物の中に市民活動支援センターという組織があるとされることもある。

## 歴史
建物は1971年（昭和46年）に春日井市立図書館として竣工し、1999年（平成11年）8月31日まで図書館として使用された。鉄筋コンクリート造2階建て。館内は図書館としては手狭なうえに、春日井市立八幡小学校や住宅地に囲まれていることで、集客面での魅力に乏しかった。
1999年11月11日には200メートル西の文化フォーラム春日井に春日井市図書館が開館したことで、春日井市は図書館旧館の建物を「市民のまちづくり活動館」とする意向を示した。1971年（昭和46年）竣工の建物は1999年（平成11年）時点で28年目だが、まだ20年以上は耐用年数があるため、建て替えは行わない。
2000年（平成12年）11月には図書館旧館の改修工事を開始し、2001年（平成13年）3月に改修工事を終えた。1階には区画整理事業の資料などを展示する「まちづくり資料館」と統計調査など行政資料の展示コーナーを設置し、2階は会議室とした。2001年（平成13年）6月、鳥居松ふれあいセンター1階に「区画整理展示室・資料室」がオープンした
2007年（平成19年）4月3日、鳥居松ふれあいセンター内に市民活動支援センター「ささえ愛センター」がオープンした。1階の資料室200平方メートルを改装した。

## 施設
施設の出典は公式サイト。

### 1階
- 国際交流ルーム
- 図書コーナー
- 情報コーナー
- 作業コーナー
- 団体打ち合わせ室A
- 団体打ち合わせ室B
- 団体打ち合わせ室C
- 事務室

### 2階
- 第1集会室 - 定員80人。131.22平方メートル。
- 第2集会室 - 定員36人。65.61平方メートル。
- 第3集会室 - 定員36人。65.61平方メートル。
- 第4集会室 - 定員30人。21畳。
- 第5集会室 - 定員30人。51.00平方メートル。
- 第6集会室 - 定員36人。63.79平方メートル。
- 談話コーナー

## 交通
- 所在地 - 486-0837 愛知県春日井市春見町3番地
- アクセス - 名鉄バス「鳥居松」バス停から徒歩

## 周辺
- 春日井市立八幡小学校
- 春日井市役所
- 春日井市図書館
- 春日井市民会館